# ان‌جی‌سی ۲۱۱۹
ان‌جی‌سی ۲۱۱۹ (انگلیسی: NGC 2119) نام یک کهکشان در صورت فلکی شکارچی است.